# Agrotis basidistincta
Agrotis basidistincta là một loài bướm đêm trong họ Noctuidae.